# Halálozások 1947-ben
Ez a szócikk az 1947-es évben elhunyt nevezetes személyeket sorolja fel.

## Ismeretlen hónap
| Dátum          | Név                  | Foglalkozás / tisztség                                                             | Kor | Forrás |
| -------------- | -------------------- | ---------------------------------------------------------------------------------- | --- | ------ |
| Ismeretlen nap | Földesi Gyula        | ruszin nyomdász, politikus                                                         | 072 | —      |
| Ismeretlen nap | Koszta Imre          | labdarúgó, csatár, jobbszélső, edző                                                | 042 | —      |
| Ismeretlen nap | Lengyelfalusy József | szlovákiai magyar plébános, szentszéki tanácsos                                    | 059 |        |
| Ismeretlen nap | Nébel Ábrahám Izsák  | vallástanár, főrabbi és teológiai és pedagógiai író                                | 060 |        |
| Ismeretlen nap | Julián Palacios      | spanyol üzletember, labdarúgócsapat-elnök                                          | 067 | —      |
| Ismeretlen nap | Sait Toptani         | albán politikus, nemzetgazdasági miniszter (1931–1932)                             | 053 | —      |
| Ismeretlen nap | Sami Vrioni          | albán politikus, közmunkaügyi, mezőgazdasági és kereskedelmi miniszter (1918–1920) | 079 | —      |
| Az év nyara    | Kim Manil            | Kim Ir Szen észak-koreai elnök fia                                                 | 03  | —      |
| Az év nyara    | Györgypál Albert     | római katolikus hittantanár                                                        | 033 |        |

## December
| Dátum        | Név                    | Foglalkozás / tisztség                                                              | Kor | Forrás |
| ------------ | ---------------------- | ----------------------------------------------------------------------------------- | --- | ------ |
| december 31. | Schubert Gyula         | csehszlovákiai magyar festőművész                                                   | 059 |        |
| december 30. | Jokomicu Riicsi        | japán író                                                                           | 049 |        |
| december 30. | Han van Meegeren       | holland festő, restaurátor, képhamisító                                             | 058 |        |
| december 30. | Pluhár Gábor           | erdélyi magyar elbeszélő, publicista                                                | 070 |        |
| december 30. | Szidarovszky János     | nyelvész, az MTA tagja                                                              | 066 |        |
| december 30. | Alfred North Whitehead | angliai születésű amerikai matematikus, logikus, filozófus                          | 086 |        |
| december 29. | Zambra Alajos          | műfordító, jogász, irodalomtörténész, olasz-szakos egyetemi tanár                   | 061 | —      |
| december 28. | III. Viktor Emánuel    | olasz királyi herceg, Olaszország és Albánia királya, Etiópia császára              | 078 |        |
| december 27. | Johannes Winkler       | német mérnök, rakétafejlesztő                                                       | 050 |        |
| december 26. | Sigray Antal           | legitimista politikus, országgyűlési képviselő                                      | 068 |        |
| december 25. | Friedrich Loránd       | építészmérnök, egyetemi tanár, műszaki szakíró                                      | 056 | —      |
| december 24. | Gabrovitz Kornél       | labdarúgó, hátvéd                                                                   | 075 |        |
| december 24. | Charles Gondouin       | olimpiai bajnok (1900) francia rögbijátékos és olimpiai ezüstérmes (1900) kötélhúzó | 072 |        |
| december 22. | Tefta Tashko-Koço      | albán operaénekesnő, énekesnő                                                       | 037 |        |
| december 17. | Balás P. Elemér        | jogtudós, egyetemi tanár, az MTA levelező tagja                                     | 064 | —      |
| december 15. | Elekes Miklós          | romániai magyar ideggyógyász orvos, orvoslélektani szakíró                          | 050 |        |
| december 14. | Stanley Baldwin        | brit konzervatív politikus, több alkalommal Nagy-Britannia miniszterelnöke          | 080 |        |
| december 14. | Lilly Reich            | német belsőépítész, oktató tanár, vállalkozó                                        | 062 |        |
| december 13. | Márki Ferenc           | magyar történész, közíró, piarista pap                                              | 074 | —      |
| december 13. | Nicholas Roerich       | orosz festő, író, régész, tudós, utazó és filozófus                                 | 073 |        |
| december 13. | Arthur Walsh           | amerikai politikus, szenátor (New Jersey, 1943–1944)                                | 051 |        |
| december 11. | Aleks Stavre Drenova   | romániai albán költő, publicista                                                    | 075 | —      |
| december 9.  | Alszeghy Lajos         | színész                                                                             | 035 | [ 11 ] |
| december 9.  | Henri Van den Bulcke   | Európa-bajnok belga jégkorongozó, sportvezető                                       | 058 | —      |
| december 8.  | Szakáts Zoltán         | színész                                                                             | 046 |        |
| december 3.  | Békés Marcell          | nemzeti labdarúgó-játékvezető                                                       | 059 | —      |
| december 1.  | Aleister Crowley       | angol okkultista, mágus, író, költő és hegymászó                                    | 072 |        |
| december 1.  | Godfrey Harold Hardy   | angol matematikus                                                                   | 070 |        |
| december 1.  | Mikusay József         | nagyváradi magyar pedagógus, író, közíró                                            | 074 |        |

## November
| Dátum          | Név                        | Foglalkozás / tisztség                                                                     | Kor | Forrás |
| -------------- | -------------------------- | ------------------------------------------------------------------------------------------ | --- | ------ |
| Ismeretlen nap | Thoma Orollogaj            | albán politikus, jogász, igazságügy-miniszter (1936–1938)                                  | 059 | –      |
| november 30.   | Ernst Lubitsch             | német színész, filmrendező                                                                 | 055 |        |
| november 29.   | Mészáros István            | bűnöző                                                                                     | 027 |        |
| november 27.   | Konopi Kálmán              | jogász, gazdálkodó, mezőgazdasági szakíró                                                  | 067 |        |
| november 27.   | Varga Oszkár               | kémikus, mikrobiológus, növényfiziológus                                                   | 074 | [ 12 ] |
| november 26.   | Jány Gusztáv               | katonatiszt, magyar királyi honvéd tábornok, a magyar 2. hadsereg parancsnoka              | 064 |        |
| november 22.   | James J. Davis             | amerikai politikus, szenátor (Pennsylvania, 1930–1945)                                     | 074 |        |
| november 21.   | Philipp August Becker      | német irodalomtörténész, romanista, az MTA tiszteleti tagja                                | 085 |        |
| november 20.   | Wolfgang Borchert          | német költő, drámaíró                                                                      | 026 |        |
| november 19.   | Emil Racoviță              | román barlangkutató és biológus                                                            | 079 |        |
| november 17.   | Ellisz                     | orosz szimbolista költő, antropozófus, filozófus                                           | 068 | —      |
| november 17.   | Füredi Richárd             | szobrászművész                                                                             | 074 |        |
| november 15.   | Eduard Ritter von Schleich | német pilóta az első világháborúban                                                        | 059 | —      |
| november 12.   | Orczy Emma                 | magyar származású angol író                                                                | 082 |        |
| november 11.   | Annie Londonderry          | az első nő, aki kerékpárral körbeutazta a Földet                                           | 077 | —      |
| november 9.    | Szinnyei Ferenc            | irodalomtörténész, egyetemi magántanár, az MTA levelező majd rendes tagja                  | 072 | —      |
| november 9.    | Vitális István             | geológus, paleontológus, a Magyar Tudományos Akadémia rendes tagja                         | 076 | —      |
| november 7.    | Garbai Sándor              | szociáldemokrata politikus, a Forradalmi Kormányzótanács elnöke                            | 068 |        |
| november 7.    | Halász Gyula               | nyelvész, földrajztudós, lektor, műfordító                                                 | 066 |        |
| november 7.    | Pfeiffer Péter             | fizikus, egyetemi tanár                                                                    | 085 | —      |
| november 4.    | Raffay Sándor              | evangélikus teológus, egyházkerületi püspök, felsőházi tag, egyházi író, költő, műfordító, | 081 |        |
| november 2.    | Ahmet Dakli                | albán politikus, várospolitikus                                                            | 067 | —      |
| november 1.    | Artur Heye                 | német világutazó, író                                                                      | 061 |        |
| november 1.    | Romzsa Tódor               | boldoggá avatott munkácsi görögkatolikus püspök, vértanú                                   | 036 | —      |
| november 1.    | Tarján Vilmos              | színész, konferanszié, színházigazgató, író, újságíró                                      | 066 |        |

## Október
| Dátum       | Név                | Foglalkozás / tisztség                                                     | Kor | Forrás |
| ----------- | ------------------ | -------------------------------------------------------------------------- | --- | ------ |
| október 31. | Csapó Sámuel       | szakszervezeti vezető, vasmunkás, a Szlovák Tanácsköztársaság népbiztosa   | 064 |        |
| október 28. | Rubovics Márk      | festő                                                                      | 079 |        |
| október 26. | Kalmár Elek        | nyelvész, tankönyvíró, főgimnáziumi tanár, tankerületi címzetes főigazgató | 085 |        |
| október 25. | Siska Mihály       | magyar-portugál labdarúgó, edző                                            | 041 | —      |
| október 23. | Donáth György      | magyar jogász, politikus, a Magyar Közösség vezetője                       | 043 |        |
| október 20. | Gilbert Bougnol    | olimpiai ezüstérmes (1900) francia vívó                                    | 081 |        |
| október 18. | Augustine Lonergan | az Amerikai Egyesült Államok szenátora (Connecticut, 1933–1939)            | 073 |        |
| október 12. | Ian Hamilton       | angol katona, a búr háborúk győztes tábornoka                              | 094 |        |
| október 12. | Fernand Jacquet    | nemesi családból származó belga katona, pilóta                             | 058 | —      |
| október 6.  | Finta Zoltán       | romániai magyar költő, író, újságíró                                       | 051 |        |
| október 4.  | Max Planck         | Nobel-díjas német fizikus, a kvantummechanika megalapítója                 | 089 |        |

## Szeptember
| Dátum          | Név                     | Foglalkozás / tisztség                                                       | Kor | Forrás |
| -------------- | ----------------------- | ---------------------------------------------------------------------------- | --- | ------ |
| szeptember 28. | Himmer Rezső            | válogatott labdarúgó, csatár, balszélső                                      | 047 | —      |
| szeptember 23. | Hollós József           | orvos, pulmonológus, a magyarországi alkoholellenes küzdelem jelentős alakja | 071 | —      |
| szeptember 22. | Gulyás Pap Etelka       | író, költő, ápolónő                                                          | 071 |        |
| szeptember 21. | Pogány Ferenc           | operaénekes, ügyvéd                                                          | 058 |        |
| szeptember 18. | Jaroszlav Sztaruh       | ukrán nacionalista politikus, felkelő, publicista                            | 036 |        |
| szeptember 17. | Baál Károly             | bel- és gyermekgyógyász, szanatóriumi főorvos, miniszteri tanácsos           | 053 | —      |
| szeptember 13. | Jánoky-Madocsányi Gyula | Nyitra vármegye főispánja, országgyűlési képviselő                           | 070 | —      |
| szeptember 10. | Adacsi Hatazó           | japán katona, tábornok a második világháború idején                          | 057 |        |
| szeptember 8.  | Victor Horta            | belga építész és iparművész                                                  | 086 |        |
| szeptember 5.  | William Graham          | olimpiai ezüstérmes (1908) ír gyeplabdázó                                    | 061 |        |
| szeptember 2.  | Bíró Anna               | színésznő                                                                    | 082 | —      |
| szeptember 1.  | Hans Kahle              | német újságíró                                                               | 048 | —      |
| szeptember 1.  | Mellau István           | romániai magyar római katolikus pap, egyházi író                             | 071 |        |

## Augusztus
| Dátum         | Név                             | Foglalkozás / tisztség | Kor | Forrás |
| ------------- | ------------------------------- | --- | --- | ------ |
| augusztus 27. | Pertis Pali                     | cigányprímás | 041 | —      |
| augusztus 26. | Rotter Gizella                  | operaénekesnő (szoprán) | 083 | —      |
| augusztus 26. | Seress László                   | újságíró, író, műfordító | 072 |        |
| augusztus 25. | Jakab Ödön                      | festőművész, képrestaurátor | 053 | —      |
| augusztus 21. | Theodore G. Bilbo               | amerikai politikus, szenátor (Mississippi, 1935–1947)                                                                           | 069 |        |
| augusztus 21. | Ettore Bugatti                  | olasz származású francia autótervező, a Bugatti autógyártó alapítója                                                            | 065 |        |
| augusztus 18. | Kardos Géza                     | orvos, gyermekgyógyász, szakíró, szerkesztő                                                                                     | 060 |        |
| augusztus 17. | Erdélyi László Gyula            | bencés szerzetes, művelődéstörténész, egyetemi tanár, a Magyar Tudományos Akadémia levelező tagja                               | 079 |        |
| augusztus 17. | Jenő                            | svéd és norvég királyi herceg, festő és műgyűjtő                                                                                | 082 |        |
| augusztus 16. | Cserenyey István                | esperes, plébános, egyháztörténész                                                                                              | 069 |        |
| augusztus 12. | Albert Bazala                   | horvát filozófus, egyetemi tanár, a Zágrábi Egyetem rektora, a Horvát Tudományos és Művészeti Akadémia elnöke                   | 070 |        |
| augusztus 10. | Elisabet Anrep-Nordin           | svéd gyógypedagógus, a halmozottan sérültek gyógypedagógiájának egyik korai művelője                                            | 090 |        |
| augusztus 10. | Kabos Ármin                     | publicista, közgazdasági szakíró                                                                                                | 080 |        |
| augusztus 10. | Anton Schall                    | osztrák labdarúgócsatár, edző                                                                                                   | 040 | —      |
| augusztus 9.  | Szerafima Iaszonovna Blonszkaja | orosz-szovjet festőművész, tanár                                                                                                | 076 | —      |
| augusztus 8.  | Anton Gyenyikin                 | altábornagy a cári orosz hadseregben, majd az egyik legjelentősebb fehérgárdista tábornok volt az oroszországi polgárháborúban. | 074 |        |
| augusztus 6.  | Halász Lajos                    | újságíró, lapszerkesztő, ügyvéd, miniszteri tanácsos, államtitkár (1918–1920), országgyűlési képviselő                          | 073 | –      |
| augusztus 5.  | Somogyi Imre                    | író, szobrász, népnevelő, kertész, mezőgazdasági szakíró, országgyűlési képviselő, „Kertmagyarország apostola”                  | 045 |        |
| augusztus 1.  | Szendrő Oszkár                  | válogatott labdarúgó, hátvéd | 058 | —      |

## Július
| Dátum      | Név                      | Foglalkozás / tisztség                                                                                    | Kor | Forrás |
| ---------- | ------------------------ | --- | --- | ------ |
| július 31. | Harry B. Hawes           | amerikai politikus, szenátor (Missouri, 1926–1933)                                                        | 077 |        |
| július 30. | Kóda Rohan               | japán író, tudós, esszéista, költő                                                                        | 080 | —      |
| július 24. | Aszlányi Dezső           | újságíró, filozófus, költő; Aszlányi Károly apja                                                          | 078 |        |
| július 23. | Ács Ágoston              | festő- és ötvösművész, szobrász                                                                           | 058 | —      |
| július 22. | Hanvai J. Ede            | szlovákiai magyar iskolaigazgató, diákturistaút-szervező, bánya- és vaskohómérnök, MÁVAG műszaki tanácsos | 073 | —      |
| július 21. | Horvát Henrik            | műfordító; Medgyaszay Vilma férje                                                                         | 070 |        |
| július 21. | Johann Baptist Reus      | német-brazil jezsuita katolikus pap                                                                       | 079 |        |
| július 20. | Alfred Bowerman          | olimpiai bajnok (1900) brit krikettjátékos                                                                | 073 |        |
| július 19. | Robert L. Owen           | amerikai politikus, szenátor (Oklahoma, 1907–1925)                                                        | 091 |        |
| július 18. | Amadeo García de Salazar | spanyol labdarúgóedző                                                                                     | 060 |        |
| július 18. | John Sewell              | olimpiai bajnok (1920) brit kötélhúzó                                                                     | 065 |        |
| július 18. | Heiti Talvik             | észt költő                                                                                                | 042 |        |
| július 17. | Raoul Wallenberg         | svéd diplomata, Világ Igaza                                                                               | 034 |        |
| július 15. | Julio Lores              | perui és mexikói válogatott labdarúgó                                                                     | 038 |        |
| július 15. | Modrovich Ferenc         | erdőmérnök                                                                                                | 060 |        |
| július 15. | Wolf Emil                | vegyészmérnök, az önálló magyar gyógyszeripar egyik megteremtője                                          | 061 |        |
| július 12. | Jimmie Lunceford         | amerikai altszaxofonos, zenekarvezető                                                                     | 045 |        |
| július 11. | Charles Frederick Goldie | új-zélandi festő                                                                                          | 076 |        |
| július 7.  | Maximilian Kaller        | német diplomata és katolikus pap, püspök                                                                  | 066 |        |
| július 2.  | Rápolthy Anna            | színésznő                                                                                                 | 037 |        |
| július 1.  | Kökény Ilona             | színésznő                                                                                                 | 059 |        |

## Június
| Dátum      | Név                 | Foglalkozás / tisztség | Kor | Forrás                                                      |  |
| ---------- | ------------------- | --- | --- | ----------------------------------------------------------- |  |
| június 30. | Rudolf Noack        | világbajnoki bronzérmes (1934) német labdarúgó, csatár                                                                               | 034 |                                                             |  |
| június 29. | Greisiger Irma      | botanikus, Győrffy István botanikus felesége                                                                                         | 065 | —                                                           |  |
| június 29. | Jantausch Pál       | nagyszombati apostoli kormányzó | 077 | Archiválva 2015. április 2-i dátummal a Wayback Machine-ben |  |
| június 21. | Érczkövy Károly     | színész, operaénekes | 075 | —                                                           |  |
| június 21. | Fliszár János       | magyarországi szlovén műfordító, költő, újságíró és tanító                                                                           | 091 | —                                                           |  |
| június 21. | Perédy György       | újságíró | 063 |                                                             |  |
| június 20. | Bugsy Siegel        | amerikai gengsztervezér | 041 |                                                             |  |
| június 18. | Hetényi Gyula       | plébános | 058 | —                                                           |  |
| június 18. | Vladimir Košak      | horvát közgazdász, jogász, politikus és diplomata                                                                                    | 038 |                                                             |  |
| június 17. | Fuchs Dénes         | orvos, kórházigazgató | 060 |                                                             |  |
| június 17. | Ernest zu Hohenlohe | osztrák vívó, olimpikon | 055 |                                                             |  |
| június 17. | Thuróczy Tibor      | vadászíró, Nyitra polgármestere (1912–1919)                                                                                          | 064 | —                                                           |  |
| június 15. | Slavko Kvaternik    | horvát katona és politikus, az Usztasa mozgalom egyik alapítója, parancsnok, a fegyveres erők minisztere a Független Horvát Államban | 068 | [ 17 ]                                                      |  |
| június 11. | David I. Walsh      | amerikai politikus, szenátor (Massachusetts, 1919–1925 és 1926–1947)                                                                 | 074 |                                                             |  |
| június 10. | Szakáts Péter       | jogász, állatorvos, politikus | 096 | —                                                           |  |
| június 8.  | Bolza Pál           | kertépítész, a Szarvasi Arborétum megalkotója                                                                                        | 085 |                                                             |  |
| június 8.  | Egyed Zoltán        | lapszerkesztő, kritikus, színpadi szerző                                                                                             | 053 |                                                             |  |
| június 7.  | Mehmed Alajbegović  | horvát politikus, jogász, a Független Horvát Állam külügyminisztere                                                                  | 041 |                                                             |  |
| június 7.  | Gabrovitz Emil      | labdarúgó, hátvéd | 072 |                                                             |  |
| június 7.  | Friedrich Navratil  | horvát pilóta az első világháborúban, később tábornok, a Független Horvát Állam hadügyminisztere                                     | 053 |                                                             |  |
| június 7.  | Vágó József         | építész | 069 |                                                             |  |
| június 6.  | Friedmann Jónás     | rabbi, vallástanár | 069 | —                                                           |  |

## Május
| Dátum     | Név                       | Foglalkozás / tisztség                                                                   | Kor | Forrás |
| --------- | ------------------------- | ---------------------------------------------------------------------------------------- | --- | ------ |
| május 30. | Bognár Gergely            | szentszéki tanácsos, kanonok, plébános                                                   | 079 | —      |
| május 30. | Georg von Trapp           | osztrák-magyar tengerész, tengeralattjáró-kapitány az első világháborúban                | 067 |        |
| május 26. | Luise Algenstaedt         | német írónő, protestáns diakonissza                                                      | 086 | —      |
| május 25. | Rudolf Horvat             | horvát történész, író, politikus                                                         | 074 |        |
| május 25. | Oluf Olsson               | olimpiai ezüst- (1906) és bronzérmes (1912) dán tornász                                  | 073 |        |
| május 24. | Albert Guyot              | francia autóversenyző                                                                    | 065 |        |
| május 24. | Øistein Schirmer          | olimpiai bajnok (1912) norvég tornász                                                    | 068 |        |
| május 24. | Takách Béla               | festő, építész, iparművész                                                               | 072 | —      |
| május 23. | Charles-Ferdinand Ramuz   | francia nyelvű svájci író                                                                | 068 |        |
| május 21. | Evelyn Charles Vivian     | angol író, szerkesztő                                                                    | 064 |        |
| május 20. | Lénárd Fülöp              | osztrák-magyar származású Nobel-díjas német kísérleti fizikus, az MTA tagja              | 084 |        |
| május 16. | Frederick Gowland Hopkins | Nobel-díjas angol biokémikus                                                             | 085 |        |
| május 11. | Gárdos Sándor             | író, újságíró                                                                            | 054 |        |
| május 10. | Pashk Bardhi              | albán ferences szerzetes, pedagógus, publicista, néprajzkutató                           | 077 | —      |
| május 9.  | Rudolf Kolbe              | német építész                                                                            | 073 | —      |
| május 8.  | Attilio Ferraris          | világbajnok (1934) és olimpiai bronzérmes (1928) olasz labdarúgó                         | 043 |        |
| május 5.  | Hartwig von Ludwiger      | német tábornok, harcolt mindkét világháborúban                                           | 051 |        |
| május 4.  | Bazsay Lajos              | színész                                                                                  | 060 |        |
| május 2.  | William Moulton Marston   | amerikai pszichológus, a hazugságvizsgáló korai prototípusának feltalálója, képregényíró | 053 |        |
| május 2.  | Tábori Piroska            | költő, ifjúsági író, műfordító, könyvtáros, lapszerkesztő, Tábori Róbert író leánya      | 054 |        |

## Április
| Dátum       | Név                      | Foglalkozás / tisztség                                                                           | Kor | Forrás |
| ----------- | ------------------------ | ------------------------------------------------------------------------------------------------ | --- | ------ |
| április 30. | Szántó Gizella           | magyar tanító, pártpolitikus                                                                     | 063 |        |
| április 29. | Irving Fisher            | amerikai közgazdász, statisztikus, az ökonometria egyik vezető képviselője                       | 080 |        |
| április 28. | Kiss Géza                | református lelkész, író, az Ormánság népművészetének, néprajzának és nyelvjárásának kutatója     | 056 | —      |
| április 24. | Willa Cather             | Pulitzer-díjas amerikai írónő                                                                    | 073 |        |
| április 23. | Károlyi Gyula            | politikus, miniszterelnök (1931–1932)                                                            | 075 |        |
| április 21. | Gustave Van de Woestyne  | belga expresszionista festő                                                                      | 065 |        |
| április 20. | X. Keresztély            | Dánia királya, valamint Izland egyetlen királya                                                  | 076 |        |
| április 18. | Jozef Tiso               | szlovák római katolikus pap, politikus, az első Szlovák Köztársaság elnöke                       | 059 |        |
| április 16. | Rudolf Höß               | német SS-alezredes, az auschwitzi koncentrációs tábor parancsnoka                                | 046 |        |
| április 16. | Magyar Elek              | újságíró, gasztronómiai szakíró (az 'Ínyesmester')                                               | 071 | [ 18 ] |
| április 16. | Mezőfi Vilmos            | újságíró, politikus                                                                              | 077 |        |
| április 15. | Szilády Zoltán           | zoológus                                                                                         | 068 |        |
| április 14. | Brummer József           | magyar származású amerikai szobrász, műkereskedő                                                 | 063 |        |
| április 12. | Joseph Winston           | amerikai olimpikon (1920) kötélhúzó                                                              | 058 |        |
| április 11. | Szabó István             | katolikus pap, a szatmári, majd a Szatmár-Nagyváradi egyesített egyházmegye apostoli kormányzója | 079 |        |
| április 7.  | Henry Ford               | amerikai üzletember, autóipari mágnás, a Ford Motor Company alapítója                            | 083 |        |
| április 7.  | Albert Visart de Bocarme | belga régész és numizmatikus                                                                     | 078 |        |
| április 6.  | Wehner Géza              | orgonaművész                                                                                     | 058 |        |
| április 5.  | Temple Rezső             | ügyvéd, országgyűlési képviselő, a Gresham-kávéház tulajdonosa                                   | 044 | —      |
| április 1.  | II. György görög király  | görög király (1922–1924 között és 1935-től)                                                      | 056 |        |
| április 1.  | August von Ramberg       | osztrák festőművész és tengerésztiszt                                                            | 080 |        |

## Március
| Dátum       | Név                    | Foglalkozás / tisztség                                                               | Kor | Forrás |
| ----------- | ---------------------- | ------------------------------------------------------------------------------------ | --- | ------ |
| március 31. | Albert Friedrich Speer | német építész, Albert Speer építész édesapja                                         | 083 | —      |
| március 30. | Vojtěch Bradáč         | csehszlovák válogatott cseh labdarúgó, csatár                                        | 033 |        |
| március 28. | Csokai Imre            | labdarúgó, hátvéd, gimnáziumi tanár                                                  | 029 | —      |
| március 27. | Zilzer Hajnalka        | szobrász, keramikus                                                                  | 053 | —      |
| március 26. | Melle Ottó             | metodista lelkész Magyarországon, majd Ausztriában, teológiai tanár, majd püspök     | 071 | —      |
| március 24. | Sarkadi Leó            | amerikai magyar író, festőművész                                                     | 067 |        |
| március 23. | Bérczy Lajos           | erdélyi magyar publicista, író                                                       | 072 |        |
| március 23. | Heintz Béla            | magyar építész, MÁV-főtanácsos                                                       | 069 | —      |
| március 23. | Lujza Antonietta       | Habsburg–Toscanai főhercegnő                                                         | 076 |        |
| március 22. | Schack Manka           | zeneszerző, hangverseny-énekesnő                                                     | 058 |        |
| március 17. | Bakay Szilárd          | katonatiszt, 1944-ben Budapest vezénylő tábornoka                                    | 054 |        |
| március 17. | Taj-hszü               | buddhista újító, aktivista, gondolkodó, aki a kínai buddhizmus megújítását támogatta | 057 |        |
| március 16. | Pécsi Gusztáv          | teológus                                                                             | 072 |        |
| március 12. | Belák Sándor           | kísérleti kórtani kutató, farmakológus, biokémikus, az MTA levelező tagja            | 060 | —      |
| március 12. | Winston Churchill      | amerikai regényíró                                                                   | 075 |        |
| március 12. | Jeszenszky Sándor      | politikus, a Független Kisgazdapárt alapító tagja, az Ideiglenes Nemzetgyűlés tagja  | 073 | —      |
| március 12. | Rudnóy Teréz           | szlovákiai, zsidó származású magyar író                                              | 037 |        |
| március 11. | Bittera Miklós         | növénytermesztő, tanszékvezető egyetemi magántanár                                   | 059 |        |
| március 11. | Victor Lustig          | csehországi származású francia-amerikai szélhámos                                    | 057 |        |
| március 9.  | Carrie Chapman Catt    | amerikai feminista, női választójogi harcos                                          | 088 |        |
| március 7.  | Jakabffy Zoltán        | építész                                                                              | 069 | —      |
| március 5.  | Alfredo Casella        | olasz zeneszerző, zongoraművész, karmester                                           | 063 |        |
| március 4.  | Isaák Gyula            | jogász, a Kúria másodelnöke, a Magyar Jogászegylet alelnöke                          | 061 |        |
| március 3.  | Cecil Haig             | olimpiai ezüstérmes (1908) brit párbajtőrvívó                                        | 084 |        |

## Február
| Dátum       | Név                    | Foglalkozás / tisztség                                                                      | Kor   | Forrás |
| ----------- | ---------------------- | ------------------------------------------------------------------------------------------- | ----- | ------ |
| február 26. | Tihanyi Kálmán         | fizikus, villamosmérnök, feltaláló                                                          | 049   |        |
| február 24. | Hajnácskőy László      | csendőr ezredes, a pécsi IV. csendőrkerület parancsnoka, háborús bűnös                      | 051   |        |
| február 24. | Pierre Janet           | francia pszichológus, filozófus és pszichoterapeuta                                         | 087   |        |
| február 23. | Finta Gergely          | szobrászművész                                                                              | 064   |        |
| február 22. | Kerekes György         | tanár, gazdaságtörténész                                                                    | 076   |        |
| február 13. | Finály István          | építőmérnök                                                                                 | 070   |        |
| február 12. | Kurt Lewin             | német-amerikai pszichológus                                                                 | 056   |        |
| február 11. | Soós István            | karmelita perjel, plébános, lelki író                                                       | 082   |        |
| február 8.  | Bakhita Szent Jozefina | szudáni születésű olasz katolikus apáca, kanossziánus nővér                                 | 078-? |        |
| február 5.  | Hans Fallada           | német író, újságíró                                                                         | 053   |        |
| február 4.  | Luigi Russolo          | olasz polihisztor, avantgárd zeneszerző, festő, a futurizmus képviselője és hangszertervező | 061   |        |

## Január
| Dátum      | Név                    | Foglalkozás / tisztség | Kor | Forrás |
| ---------- | ---------------------- | --- | --- | ------ |
| január 30. | Nagy Bella             | színésznő, Jókai Mór második felesége                                                                                                | 067 |        |
| január 29. | Geoffrey Spicer-Simson | egy parancsnok a Brit Királyi Haditengerészetben az első világháború idején                                                          | 071 | —      |
| január 28. | Klement Engelbert      | válogatott labdarúgó, csatár, jobbszélső                                                                                             | 053 | —      |
| január 26. | Gusztáv Adolf          | svéd királyi herceg | 040 |        |
| január 26. | Grace Moore            | amerikai operaénekesnő és színésznő                                                                                                  | 048 |        |
| január 25. | Al Capone              | amerikai bűnöző, maffiavezér | 048 |        |
| január 25. | Gábor Lajos            | festőművész | 060 | —      |
| január 23. | Pierre Bonnard         | francia posztimpresszionista festő, a Nabis művészcsoport egyik alapító tagja                                                        | 079 |        |
| január 23. | Marcus A. Coolidge     | amerikai politikus, szenátor, (Massachusetts, 1931–1937)                                                                             | 081 |        |
| január 20. | Andrew Volstead        | amerikai republikánus politikus, az 1920-as és 1930-as évek amerikai szesztilalmát bevezető úgynevezett Volstead-törvény megalkotója | 087 |        |
| január 19. | Bécsi József           | az első magyar filmoperatőr | 062 |        |
| január 19. | Nagy Iván Edgár        | magyar szakíró, múzeumigazgató, egyetemi tanár                                                                                       | 067 | [ 19 ] |
| január 18. | Láday István           | csendőr, belügyminisztériumi államtitkár a Szálasi-kormányban                                                                        | 049 |        |
| január 17. | Czóbel Minka           | költő, a szimbolizmus első magyar képviselője                                                                                        | 091 |        |
| január 16. | Thuránszky Irén        | pedagógiai író, tanítónőképző intézeti igazgató, Katona Lajos néprajzkutató felesége                                                 | 087 | —      |
| január 15. | Fekete Dália           | az amerikai kriminalisztika egyik leghíresebb gyilkosságának áldozata                                                                | 022 | —      |
| január 12. | Kōrli Stalte           | lív származású író, költő, műfordító, tanár, kántor és a lív nemzeti mozgalom egyik vezéralakja                                      | 076 |        |
| január 12. | Zerinváry Szilárd      | jogász, politikus, költő | 060 | —      |
| január 11. | Lynn Frazier           | amerikai politikus, szenátor (Észak-Dakota, 1923–1941)                                                                               | 072 |        |
| január 11. | Hjalmar Siilasvuo      | finn hadvezér az első világháború, a finn polgárháború, a téli háború és a második világháború idején                                | 054 | —      |
| január 11. | Viszota Gyula          | irodalomtörténész, gimnáziumi igazgató, tankerületi főigazgató, az MTA és a Szent István Akadémia tagja                              | 075 |        |
| január 9.  | Mannheim Károly        | szociológus, pedagógus, filozófus | 053 |        |
| január 6.  | Konstantin Dumba       | diplomata, az Osztrák–Magyar Monarchia nagykövete több országban is                                                                  | 090 |        |
| január 5.  | Ovington E. Weller     | amerikai politikus, szenátor (Maryland, 1921–1927)                                                                                   | 084 |        |
| január 4.  | Albert Ireton          | olimpiai bajnok (1908) brit kötélhúzó                                                                                                | 067 |        |